# Conjeeveram Seshadri
C.S.Seshadri FRS (29 de fevereiro de 1932 – Chennai, 17 de julho de 2020) foi um matemático indiano. Foi diretor emérito do Instituto Matemático de Chenai, conhecido por seu trabalho em geometria algébrica.
Morreu no dia 17 de julho de 2020 em Chenai, aos 88 anos.

## Publicações
- Narasimhan, M. S.; Seshadri, C. S. (1965). «Stable and unitary vector bundles on a compact Riemann surface». The Annals of Mathematics, Vol. 82, No. 3. Annals of Mathematics. 82 (3): 540–567. JSTOR 1970710. MR 0184252. doi:10.2307/1970710
- Seshadri, C. S. (2007), Introduction to the theory of standard monomials, ISBN 9788185931784; 9788185931784 Verifique |isbn= (ajuda), Texts and Readings in Mathematics, 46, New Delhi: Hindustan Book Agency,
- Seshadri, C. S. (2012), Collected papers of C. S. Seshadri. Volume 1. Vector bundles and invariant theory, ISBN 9789380250175, New Delhi: Hindustan Book Agency,
- Seshadri, C. S. (2012), Collected papers of C. S. Seshadri. Volume 2. Schubert geometry and representation theory., ISBN 9789380250175, New Delhi: Hindustan Book Agency,